# Мэдея в тюрьме
«Мэдея в тюрьме» (англ. «Madea Goes to Jail») — американская комедийная мелодрама 2009 года автора сценария и режиссёра Тайлера Перри, который также исполняет главную роль Мэдеи и ещё нескольких персонажей. В данной картине Мэдею ждут приключения в тюрьме, куда она попала за неуправляемые приступы гнева. Картина основывается на одноимённой театральной поставке, написанной Перри. 
Премьера состоялась 16 февраля 2009 года в США.

## Сюжет
Мэдея попадает в горячую погоню, в результате нарушает общественный порядок и отправляется в суд. После заседания её домой отвозят племянник Брайан (Тайлер Перри, Браун (Дэвид Манн) и дочка Кора (Тамела Дж. Манн). В собственном доме она обнаруживает вечеринку, устроенную братом Джо (Тайлер Перри) и приходит в ярость: достаёт пулемёт, чтобы слегка напугать гостей. Тем временем, помощник окружного прокурора Джошуа (Дерек Люк) стоит на быстром этапе своей карьерной лестницы — ему поручают наблюдение за проституткой и наркоманкой Кэндес Вашингтон (Кешиа Найт Пуллиам), с которой он уже имел дело. Он отдаёт ей свою визитную карточку на случай, если понадобится его помощь. Это не нравится подружке Джошуа Линде (Ион Оверман). Она говорит, что он не должен общаться с такой, как Кэндес, и вообще, люди высокого класса должны общаться исключительно с теми, кто находится с ними на одном уровне.
Мэдея направляется вместе с дочерью Корой к доктору Филу, где они рассуждают о её проблемах, связанных с невозможностью контролировать гнев. Они попадают в небольшую аварию, устроенную по вине Мэдеи, и та в конце концов поднимает погрузчиком Понтиак, что мешался по пути. Прибывший отряд спецназа уводит Мэдею. Её снова ожидает суд, и на этот раз судья намерена посадить её в тюрьму на срок от 5 до 10 лет.
За стенами суда Эллен (Виола Дэвис) интересуется у Джошуа, откуда он знает Кэндес, и каковы его чувства к ней. Он отвечает, что готов ей помочь, а всё потому, что они давно знают друг друга. Однажды он взял её с собой на вечеринку, но вскоре оставил, после чего группа подростков её изнасиловала. До сих пор он испытывает вину за произошедшее. Джошуа просит Эллен помочь с Кэндес, и она устраивает собеседование, на котором интервьюер начинает приставать к Кэндес, за что получает удар в живот.
Коллега Джошуа Чак (Ронрико Ли) находит документы, где видно, что дело Кэндес сфабриковано, чтобы посадить её в тюрьму. Он говорит об этом Линде, но та отвечает, чтобы он держал язык за зубами, иначе она расскажет всем, какую правду он скрывает. Кэндес тем временем сбегает из-под опеки Джошуа и возвращается на улицу. Там её накрывает патруль и отправляет в участок. Она попадает в тюрьму, где на удивление обнаруживает своих подруг Донну (Ванесса Ферлито) и Т.Т. (София Вергара), а также Мэдею. Там Мэдея дружит с Кэндис и защищает её от Большой Сэл (Робин Регенбург Коулмэн).
В день свадьбы Джошуа и Линды Чак сообщает другу о том, что дело Кэндес сфабриковано и Линда имеет к этому отношение. Прямо на церемонии Джошуа во всём признаётся и оставляет Линду одну. А сам бросается в тюрьму, где признаётся Кэндес в любви, обещая вытащить её оттуда. История Линды получает общественный резонанс, благодаря которому Мэдея с остальными девушками выходят на свободу.

## В ролях
- Тайлер Перри — Мэдея/Брайан/Джо
- Дерек Люк — Джошуа Хардауэй
- Кешиа Найт Пуллиам — Кэндес Вашингтон
- Дэвид Манн — Браун
- Тамела Дж. Манн — Кора
- Ронрико Ли — Чак
- Айон Оверман — Линда
- Ванесса Ферлито — Донна
- Виола Дэвис — Эллен
- София Вергара — Ти Ти
- Робин Регенбург Коулмэн — Большая Сэл
- Бобби Бэйкер — Таня
- Аиша Хиндс — Фрэн
- Бенджамин Бенитез — Артур

## Критика и отзывы
Фильм получил смешанные отрицательные отзывы от критиков. Сайт Rotten Tomatoes отдаёт фильму 29% голосов на основе 49 отзывов со средним баллом 4,9 из 10. Для сравнения, Metacritic даёт фильму 50% голосов из 13 отзывов.

Сэм Адамс из «Chicago Tribune» дал фильму 2,5 балла из 4 и отметил, что «если фильм имеет беспорядок, это целенаправленный беспорядок, практично, если не искусно, толкая все нужные кнопки для обеспечения возврата Перри к очередному раунду.

По данным «New York Times», фильм с его главной героиней играет на этот раз гораздо более важную роль, чем некоторые предыдущие истории, в которых она является лишь комментатором событий.

## Кассовые сборы
В первый уик-энд фильм собрал $ 41 030 947 (2032 театров, $ 20 192 в среднем на каждый), самый большой сбор, сравнимый с первой частью фильма «Сумерки» в ноябре 2008 года. На свой ??второй уик-энд фильм упал на 61% по кассовому сбору. С проката был закрыт закрыт 23 апреля 2009 года с итоговой цифрой в $ 90 508 336.

## Награды и номинации
- «ALMA Awards» (2009) — номинация в категории «Актриса в фильме» (София Вергара)
- «BMI Film & TV Awards» (2009) — победа в категории «Лучший композитор» (Аарон Зигман)
- «Black Reel Awards» (2010) — номинация в категории «Лучший второстепенный актёр» (Дерек Люк)
- «Kids' Choice Awards» (2010) — номинация в категории «Любимый актёр» (Тайлер Перри)
- «People's Choice Awards» (2010) — номинация в категории «Лучший независимый фильм»

## Мировой релиз
Фильм был выпущен 16 июня 2009 года на DVD. Blu-Ray версия не издавалась. По состоянию на 12 июля 2009 года, свыше 1 миллиона копий дисков были проданы, собирая доход в размере $ 18 223 621.